# Collin Cameron
Collin Cameron, né le 31 mars 1988, est un biathlète et fondeur handisport canadien.

## Palmarès

### Ski de fond
| Épreuve / Édition   | 4 × 2,5 km - relais open | 1 km (sprint) - style libre | 10 km (middle) - style libre | 20 km |
| ------------------- | ------------------------ | --------------------------- | ---------------------------- | ----- |
| JO 2018 Pyeongchang | Bronze                   | 4e                          |                              | 5e    |

### Biathlon
| Épreuve / Édition   | 3 km (poursuite) | 7,5 km (sprint) | 12,5 km | 15 km  |
| ------------------- | ---------------- | --------------- | ------- | ------ |
| JO 2018 Pyeongchang | -                | Bronze          | -       | Bronze |